# Mikroregion São José do Rio Preto

Mikroregion São José do Rio Preto

Mikroregion São José do Rio Preto – mikroregion w brazylijskim stanie São Paulo należący do mezoregionu São José do Rio Preto.

## Gminy
- Adolfo
- Altair
- Bady Bassitt
- Bálsamo
- Cedral
- Guapiaçu
- Guaraci
- Ibirá
- Icém
- Ipiguá
- Jaci
- José Bonifácio
- Mendonça
- Mirassol
- Mirassolândia
- Nova Aliança
- Nova Granada
- Olímpia
- Onda Verde
- Orindiúva
- Palestina
- Paulo de Faria
- Planalto
- Potirendaba
- São José do Rio Preto
- Tanabi
- Ubarana
- Uchoa
- Zacarias